# Jake Morris
Jake Francis Morris (* 3. März 1999 in Fort Lauderdale, Florida) ist ein US-amerikanischer Fußballspieler.

## Karriere
Aus der Academy des Weston FC kommend wechselte er im Sommer 2016 in die Academy der Seattle Sounders. Hier kam er auch schon ein paar Mal für Seattle Sounders 2 in der USL zum Einsatz. Von Sommer 2018 bis Sommer 2020 spielte er im College-Team des Tyler Junior College den Apache Athletics. Anschließend ging es für ihn weiter in die Mannschaft der Campbell Fighting Camels der Campbell University. Zur Saison 2022 unterschrieb er dann einen Vertrag beim MLS-Franchise Columbus Crew. Für die erste Mannschaft kam er bislang nur beim US Open Cup zum Einsatz. Für die zweite Mannschaft hatte er sein Debüt in der MLS Next Pro am 4. April 2022 bei einem 1:0-Sieg über Chicago Fire II.

## Privates
Sein Bruder ist der Fußballspieler Aidan Morris, welcher ebenfalls bei Columbus Crew spielt.